# Подкочна
Подкочна (словен. Podkočna) — поселення в общині Єсеніце, Горенський регіон, Словенія. Висота над рівнем моря: 532 м.